# Alopecosa etrusca
Alopecosa etrusca este o specie de păianjeni din genul Alopecosa, familia Lycosidae, descrisă de Lugetti și Tongiorgi, 1969. Conform Catalogue of Life specia Alopecosa etrusca nu are subspecii cunoscute.